# Locris auripennis
Locris auripennis är en insektsart som beskrevs av William Lucas Distant 1908. Locris auripennis ingår i släktet Locris och familjen spottstritar. Inga underarter finns listade i Catalogue of Life.